# Operação Rah-e-Nijat
A Operação Rah-e-Nijat ("Caminho para a Salvação"; Urdu : آپریشن راہ نجات) foi uma operação militar ofensiva estratégica do comando unificado das Forças Armadas do Paquistão contra o Tehrik-i-Taliban Pakistan (TTP) e seus aliados extremistas em a área do Waziristão do Sul das Áreas Tribais Administradas Federalmente, que começou em 19 de junho de 2009; uma grande ofensiva terrestre-ar foi posteriormente lançada em 17 de outubro. Tornou-se parte integrante da guerra nas frentes ocidentais que levou ao cerco e destruição das forças talibãs na região, embora a liderança talibã tenha escapado para áreas sem lei do vizinho Afeganistão.
A operação pretendia acabar com a liderança sênior do Talibã e trazer as áreas sem lei de volta ao controle do governo, no entanto, a liderança escapou para o Afeganistão enquanto as áreas voltaram ao controle do governo do Paquistão. O planejamento da operação começou em 16 de junho de 2009, após o início bem-sucedido de uma ofensiva anterior, a Operação Rah-e-Ra'ast, e aplicou um bloqueio bem-sucedido da região que impediu as forças do Talibã de obter apoio externo. Em 2 de outubro de 2009, os preparativos para a operação foram feitos depois que uma importante reunião cívico-militar ocorreu em Islamabad, que levou ao renascimento e início de operações na aéreas de reconhecimento e vigilância para monitorar as rotações de tropas das forças talibãs. Em 19 de outubro, a ofensiva terrestre foi lançada quando militares do XI Corpo, juntamente com as forças aerotransportadas auxiliadas pelas forças especiais conjuntas, entraram na área do Waziristão do Sul, que havia sido submetida a um bloqueio de três meses. A Força Aérea do Paquistão atacou as regiões montanhosas escondidas e suspeitas, contando com a inteligência da Marinha, enquanto o Exército marchava mais fundo no território controlado pelo Talibã. As forças militares combinadas entraram e avançaram na região de três direções— Razmak no norte, Jandolano leste e Shakai no oeste. As forças avançaram para as cidades de Makeen (2 encontros sérios nas aldeias de Wachooba e Bahadar Khan), Leeta Sar, Mandeech, Spinkai, Raghzai e Tiarza; inicialmente focando em tomar a cidade de Kotkai, que servia como centro de comando e controle para as forças combatentes inimigas. Em 24 de outubro, o avanço e a maior conquista ocorreram quando os militares anunciaram que haviam retomado com sucesso o controle da cidade de Kotkai após intensos combates.
Em 29 de outubro, os militares ocuparam a cidade de Kaniguram, reduto de ex-combatentes russos e uzbeques liderados pelo Movimento Islâmico do Uzbequistão. Em 12 de dezembro, os militares anunciaram o sucesso da operação e assumiram o controle de todo o Waziristão do Sul sob o controle do governo. O custo humano e as baixas para as forças do Talibã foram extremamente altos, perdendo cerca de mil combatentes em comparação com as forças militares; a liderança sênior do Talibã abandonou seus postos e fugiu para o vizinho Afeganistão antes que pudessem ser presos ou mortos nas ações.